# Pélussin
Pélussin é uma comuna francesa na região administrativa de Auvérnia-Ródano-Alpes, no departamento de Loire. Estende-se por uma área de 32,16 km². Em 2010 a comuna tinha 3 851 habitantes (densidade: 119,7 hab./km²).